# Les anges sont parmi nous
Les Anges sont parmi nous (titre français : Je n'ai que toi au monde; titre en néerlandais : De engelen zijn onder ons) est un film belge réalisé par Émile-Georges De Meyst et William Magnin, sorti en 1950.

## Fiche technique
- Titre original : Les Anges sont parmi nous
- Titre en néerlandais : De engelen zijn onder ons
- Titre français : Je n'ai que toi au monde
- Réalisation : Émile-Georges De Meyst et William Magnin
- Scénario : Marcel-Georges Collet (sous le pseudonyme de Matthias Colbert)
- Dialogues : Jacques Kupissonoff
- Musique : Robert Pottier
- Directeur de la photographie : André Dantan
- Cameraman: Albert Putteman
- Assistants-opérateurs : 1) Maurice Delille / 2) Eddy Souris
- Montage : Jef Bruyninckx, Jacques Collet
- Décor : Achille Maertens
- Ingénieur du son : André Notte
- Assistant réalisateur : Maurice Jungers
- Production : Acibel, Centre belge de Production (CBP)
- Producteur : Marcel Jauniaux
- Directeur de production : Marcel-Georges Collet
- Distribution en France : L'Union des Producteurs de Films (UPF)
- Pays d'origine :  Belgique
- Durée : 85 minutes
- Format : Noir et blanc  - 1,37:1 - Mono -35 mm (positif et négatif)
- Dates de sortie : 
  - Belgique : 1949
  - France : 4 avril 1951

## Distribution
- Albert Préjean : le docteur Rougel, un médecin qui, trop absorbé par son travail, néglige sa femme
- Anne Fabrice / Nadine Rougel, sa femme tentée de céder aux avances d'un admirateur
- Francette Vernillat : Michèle Rougel, la fillette de Nadine et du docteur, très perturbée par la dissension entre ses parents
- Jean Vinci : Gérard Bérault, un beau gosse rencontré à la plage qui fait des avances à Nadine
- Serge Bérault
- René Herdé
- Guillaume Lambrette
- Charles Nossent
- Betty van Es